# Człowiek jest mocny (opowiadania)
Człowiek jest mocny – zbiór opowiadań historyczno-biograficznych Anny Sosińskiej z 1967. Podobnie jak znaczna część twórczości Sosińskiej, ta składająca się z blisko 60 opowiadań książka stanowi popularyzację nauki, techniki i ich dziejów skierowaną ku młodemu czytelnikowi.
Antonina Jelicz zarzuca książce brak inwencji twórczej, nadmierne przeładowanie opowiadań znaczną liczbą faktów z różnych dziedzin wiedzy, niedostateczną beletryzację tych faktów. Przyznaje jednak, że mogą mieć one duże walory poznawcze dla młodzieży zainteresowanej historią techniki, o ile zostanie ona do ich lektury odpowiednio przygotowana.